# Despised Icon
Despised Icon es una banda canadiense de deathcore, de Montreal, Quebec. La banda se formó en enero de 2001 con miembros de Neuraxis, In Dying Days y Heaven's Cry.
Esta banda es conocida por usar dos cantantes, Alexandre "Alex" Erian, usando una técnica de screaming de tono medio, y Steve Marois, que usa una extremadamente baja voz gutural y agudos screams llamados Pig Squeals. Despised Icon fue reconocida por su trabajo para la industria musical underground, y han sido unas de las bandas pioneras del deathcore.

## Historia

### Consumed by your poison(2001 - 2004)
Despised Icon se creó en Montreal, Quebec, Canadá, en enero de 2001, poco después de su formación firmaron con Galy Records, y lanzaron su primer álbum Consumed by your poison, en octubre de ese año. El año siguiente, el grupo realizó muchos cambios de miembros. A principios de 2004, el grupo volvió con nuevos miembros, estaba formado por los dos cantantes Steve Marois y Alexandre Erian, los guitarristas Yannick St-Amand y Eric Jarrin, Sebastian Piche al bajo y Alexandre Pelletier con la batería. El remodelado grupo autofinanció el EP Syndicated murderers,  seguido de un split EP con el grupo Bodies in the Gears of the Apparatus, realizado gracias a Relapse Records.

### The Healing Process(2005 - 2006)
Despised Icon firmó un contrato en exclusiva con el sello discográfico Century Media, en enero de 2005. El debut de la banda con el nuevo sello fue el álbum The Healing Process, lanzado el 5 de abril de 2005. El disco fue producido por el guitarrista Yannick St-Amand, la mezcla la hizo Jean-François Degenais y lo masterizó Alan Douches.
En 2005, Despised Icon estuvo de gira con The Healing Process, junto con otros artistas como Cryptopsy, Vader, Suffocation, Aborted, Immolation y Deicide, y continuó de gira en el 2006 con  otros artistas, como Through the Eyes of the Dead, Ed Gein, Morbid Angel, Behemoth, Hatebreed, Exodus, The Black Dahlia Murder y Napalm Death. Durante el mismo año Consumed by your poison fue relanzado por Century Media Records. A principios de 2007, participaron en una gira dando apoyo a Unearth, junto con Job for a Cowboy y Dååth.

### The ills of modern man(2007–2008)
El tercer álbum de la banda, The ills of modern man fue grabado y lanzado en 2007 por el sello Century Media Record. Ese verano estuvieron de gira apoyando a Job for a Cowboy junto con The Faceless y Life Once Lost. Tras esta gira, emprendieron otra esta vez apoyando a Suicide Silence, acompañados por See You Next Tuesday y Winds Of Plague. En invierno de ese año aún se lanzan a otra gira acompañados por The Acacia Strain, Full Blown Chaos, The Tony Danza Tapdance Extravaganza y Ligeia.
En 2008 participaron en la gira de verano Summer Slaughter tour y en otra en apoyo de Misery Index, junto a Beneath the Massacre y Man Must Die. 
En junio de 2008, su página web oficial anunció que el miembro fundador y bajista del grupo, Sebastien Piche, dejaba la banda debido a un trabajo a jornada completa y a su reciente paternidad. Max Lavelle de Goratory fue el sustituto en los cuatro conciertos siguientes y por ahora es el bajista oficial del grupo.
A finales de octubre de 2008, Despised Icon hizo públicos detalles de su primer DVD titulado Montreal assault Live, el cual estaba originalmente programado para lanzarse el 27 de enero de 2009 por Century Media, pero que debido a "retrasos de fabricación" fue pospuesto y finalmente lanzado el 26 de abril de 2009. El disco incluye fotografías de un concierto en su ciudad natal, un documental, y todos sus videoclips.
En diciembre de 2008 Al Glassman dejó el grupo para unirse a Job for a Cowboy.

### Day of Mourning y separación (2009-2010)
En 2009 la banda publica su cuarto álbum de estudio, a través de Century Media Records, este sería su último álbum. 
En el 2010 se publicó está noticia, la banda decide separarse después de 10 años de trayectoria. 

### Reunion shows (2014)
El 4 de febrero de 2014, la banda anunció a través de su página de oficial que se iban a reunir para tocar varios espectáculos en vivo en la primavera de ese año.

### Posterior regreso, firma con Nuclear Blast, Beast y Purgatory (2014-presente)
En 2014 después de 4 años de separación, la banda anuncia su regreso a la música y después de sus show en vivo, firman con Nuclear Blast, el 22 de julio de 2016 lanzan el álbum Beast, el primero desde su regreso y el quinto álbum de estudio y el 15 de noviembre de 2019 lanzan el álbum Purgatory, el sexto álbum de estudio, ambos firmados por Nuclear Blast.

## Componentes

### Miembros actuales
- Alexandre "Alex" Erian - Voz (2004–2010, 2014–presente); Batería (2002–2004)
- Steve Marois - Voz (2002–2010, 2014–presente)
- Eric Jarrin - Guitarra solista (2002–2010, 2014–presente)
- Ben Landreville – Guitarra rítmica (2009–2010, 2014–presente)
- Sebastien Piché - Bajo (2002–2008, 2014–presente)
- Alexandre Pelletier - Batería

### Miembros pasados
- Marie-Hélène Landry - Voz
- Kevin McCaughry - Voz en conciertos (Vocalista de Ion Dissonance.  Participó en unos 35 conciertos cuando Steve Marois estuvo enfermo)
- Al Glassman - Guitarra rítmica (2006–2008)
- Patrice Hamelin - Batería en conciertos (Ocupado por Alex a veces)
- Max Lavelle - Bajo (2008–2010)
- Yannick St-Amand –  Sampler (2014–2020);, Guitarra rítmica (2002–2006)

## Discografía

### Álbumes de estudio
| Año  | Título                                                                      | Notas |
| ---- | --------------------------------------------------------------------------- | ----- |
| 2002 | Consumed by Your Poison - Lanzado: 2 de octubre de 2002 - Sello: Galy       |       |
| 2005 | The Healing Process - Lanzado: 5 de abril de 2005 - Sello: Century Media    |       |
| 2007 | The Ills of Modern Man - Lanzado: 22 de mayo de 2007 - Sello: Century Media |       |
| 2009 | Day of Mourning - Lanzado: 22 de septiembre de 2009 - Sello: Century Media  |       |
| 2016 | Beast - Lanzado: 22 de julio de 2016 - Sello: Nuclear Blast                 |       |
| 2019 | Purgatory - Lanzado: 15 de noviembre de 2019 - Sello: Nuclear Blast         |       |

### Extended plays
| Año  | Detalles del álbum | Notas |
| ---- | --- | --- |
| 2005 | Bodies in the Gears of the Apparatus/Despised Icon - Lanzado: 11 de enero de 2005 - Sello: Relapse Records (Catalog # 6632) | - Split con Bodies in the Gears of the Aparatus.                                                                                    |
| 2006 | Demos 2002 & 2004 - Lanzado: 2006 - Sello: Galy (Catalog # 44)                                                              | - Split con Ion Dissonance, incluyendo: - .357 demo, 2002 por Ion Dissonance; - Syndicated murderers promo, 2004 por Despised Icon. |

### Videos musicales
| Año  | Título                           | Director              |
| ---- | -------------------------------- | --------------------- |
| 2006 | "The sunset will never charm us" | Jean-Phillipe Bernier |
| 2007 | In the arms of perdition         | Jean-Phillipe Bernier |
| 2008 | Furtive monologue                | Jonathan Desbiens     |
| 2009 | Day of mourning                  |                       |